# رود بیم
رود بیم (انگلیسی: Bym) یک رودخانه در سرزمین پرم کشور روسیه است.